# 박지수 (1992년)
박지수(1992년 11월 28일 ~ )는 대한민국의 배우이다.

## 학력
- 서울고은초등학교
- 신연중학교
- 명지고등학교
- 명지대학교 체육학부

## 연기 활동
| 연도            | 배급(방송사)              | 제목                                   | 배역   | 장르      |
| --------------- | ------------------------- | -------------------------------------- | ------ | --------- |
| 2017~2018년     | 쉐어하우스                | 대처법                                 | 지수   | 예능      |
| 2017년          | 왓츠 더 웨더              | 우릴 좋아하게 되고 말거야              | 지수   | 웹드라마  |
| 2018년 ~ 방영중 | 대처법                    | 대처법                                 | 지수   | 예능      |
| 2018년          | 피키캐스트                | 엄마가 잠든 후에                       | 학생   | 예능      |
| 2018년          | 다다스튜디오              | PD VS 배우                             | 지수   | 예능      |
| 2018년          | 쉐이크 필름(Shake Film)   | 퇴퇴 : 퇴근말고 퇴사                   | 다준   | 웹드라마  |
| 2018년          | 다다스튜디오              | 뜻밖의 연구소                          | 노경일 | 예능      |
| 2018년          | 극단 소풍                 | 통 뛰어넘기                            | 얼간이 | 연극      |
| 2019년          | 딩고 스토리(Dingo Story)  | 도쿄의 중심에서 그녀를 찾습니다        | 현준   | 웹드라마  |
| 2019년          | 딩고 스토리(Dingo Story)  | 나는 오늘 너에게 영영 이별 선고를 했다 | 지수   | 공익광고  |
| 2019년          | 국립한경대학교 디자인학과 | 미완성 : Pu zle                        | 이재희 | 단편 영화 |
| 2020년          | 치즈 필름(Cheeze Flim)    | 치즈 필름 (Cheeze Flim)                | 지수   | 웹드라마  |
| 2020년          | 쉐어하우스 / 대처법       | 첫사랑 대처법                          | 윤지호 | 웹드라마  |